# Горні Церовляни
Горні Церовляни (хорв. Gornji Cerovljani) — населений пункт у Хорватії, у Сисацько-Мославинській жупанії у складі громади Хорватська Дубиця.

## Населення
Населення за даними перепису 2011 року становило 99 осіб.
Динаміка чисельності населення поселення:

## Клімат
Середня річна температура становить 11,29 °C, середня максимальна – 25,75 °C, а середня мінімальна – -5,61 °C. Середня річна кількість опадів – 953 мм.
| Клімат поселення                              | Клімат поселення | Клімат поселення | Клімат поселення | Клімат поселення | Клімат поселення | Клімат поселення | Клімат поселення | Клімат поселення | Клімат поселення | Клімат поселення | Клімат поселення | Клімат поселення | Клімат поселення |
| Показник                                      | Січ.             | Лют.             | Бер.             | Квіт.            | Трав.            | Черв.            | Лип.             | Серп.            | Вер.             | Жовт.            | Лист.            | Груд.            |                  |
| Середній максимум, °C                         | 7,30             | 9,24             | 13,52            | 17,94            | 22,52            | 25,75            | 24,47            | 23,74            | 20,10            | 15,22            | 9,95             | 5,75             |                  |
| Середня температура, °C                       | 0,84             | 2,79             | 7,08             | 11,48            | 16,08            | 19,29            | 20,92            | 20,17            | 16,56            | 11,67            | 6,40             | 2,20             |                  |
| Середній мінімум, °C                          | −5,61            | −3,66            | 0,63             | 5,05             | 9,62             | 12,84            | 17,38            | 16,62            | 12,99            | 8,11             | 2,85             | −1,35            |                  |
| Норма опадів, мм                              | 61               | 57               | 66               | 81               | 83               | 95               | 87               | 86               | 83               | 87               | 92               | 75               |                  |
| Середньомісячна швидкість вітру, м/с          | 1.60             | 1.80             | 2.20             | 2.10             | 1.90             | 1.80             | 1.70             | 1.60             | 1.59             | 1.60             | 1.60             | 1.66             |                  |
| Середньомісячна сонячна радіація, кДж/м²·день | 4340             | 7175             | 10985            | 15407            | 19715            | 21911            | 22895            | 20129            | 14824            | 9180             | 4914             | 3609             |                  |
| --------------------------------------------- | ---------------- | ---------------- | ---------------- | ---------------- | ---------------- | ---------------- | ---------------- | ---------------- | ---------------- | ---------------- | ---------------- | ---------------- | ---------------- |
| Джерело:                                      |                  |                  |                  |                  |                  |                  |                  |                  |                  |                  |                  |                  |                  |